# معركة سان دومينغو
كانت معركة سان دومينغو واحدة من الحروب النابليونية البحرية التي خيضت بتاريخ 6 فبراير 1806 بين أسراب من السفن الفرنسية والبريطانية الخطية على الساحل الجنوبي للمستعمرة الإسبانية المحتلة فرنسيًا، القبطانية العامة لسانتو دومينغو (التي تعرف اليوم بالإنجليزية البريطانية باسم سان دومينغو) في منطقة الكاريبي.
تمكنت السفن الإنجليزية من الاستيلاء على جميع السفن الفرنسية الخطية الخمس التي كانت بقيادة الأدميرال كورونتان أوغبان دو ليسيج أو تدميرها. لم تفقد البحرية الملكية بقيادة الأدميرال، السير جون توماس داكويرث أيًا من سفنها، ولم تخسر سوى مئة قتيل من جنودها، في الوقت الذي خسرت فيه القوات الفرنسية ما يقرب من 1500 رجل، فيما لم يتمكن سوى بضعة مقاتلين فرنسيين من الفرار من ساحة المعركة.
كانت معركة سان دومينغو آخر معركة أسطول بحري تخاض خلال الحرب بين السفن الفرنسية والبريطانية الرئيسية في المياه المفتوحة.

## خلفية
في أواخر عام 1805، فك مكتب اللورد الأول للأميرالية، اللورد تشارلز ميدلتون (بارهام)، حصار البحرية الملكية المفروض على الموانئ الفرنسية المنتشرة على ساحل المحيط الأطلسي وذلك بعد حملة طرف الغار، التي فقدت فيها البحرية الفرنسية 14 سفينة خطية. آمن بارهام بأن الفرنسيين، الذين تكبدوا خسائر فادحة في المعارك الأخيرة، لن يكونوا قادرين على شن هجوم كبير في المحيط الأطلسي حتى بعد انتهاء فصل الشتاء، ولن يكونوا حتى راغبين في إشعال أي مواجهة عسكرية بحرية مع البريطانيين. مع ذلك، أخطأ بارهام في تقدير قوة الأسطول البحري الفرنسي في مدينة بريست، الذي يعد ميناؤها الميناء الفرنسي الرئيسي على المحيط الأطلسي، إذ لم يشارك هذا الأسطول في حملة عام 1805، وكان سليمًا تمامًا.
مستغلًا فك بريطانيا حصارها للموانئ الفرنسية، أمر الإمبراطور نابليون بونابرت بإرسال سربين من السفن لمداهمة طرق التجارة البريطانية عبر المحيط الأطلسي. كان من المطلوب من هذه القوات البحرية أن تلحق أكبر أذى ممكن بالاقتصاد البريطاني من دون أن تستدعي إشراك سرب بحري بريطاني مكافئ والمخاطرة بالهزيمة في معركة بحرية أو الاستيلاء على السفن الفرنسية. كان من المتوقع للرحلة أن تستمر لمدة 14 شهرًا، تؤمن خلالها القوات الفرنسية مؤنها الغذائية من الإمدادات التي من المفترض لها أن تحصل عليها من السفن التجارية البريطانية. انطلقت السفن الفرنسية في 13 ديسمبر 1805 دون أن تواجه أي مقاومة بريطانية، وانفصلت، بعد يومين من مطاردة قوافل التجارة البريطانية إلى مجموعتين، اتجهت الأولى، بقيادة جان باتيست ويلاوميز، إلى جنوب المحيط الأطلسي، بينما توجهت الأخرى، بقيادة الأدميرال كورونتان أوغبان دو ليسيج، إلى منطقة بحر الكاريبي. لم تكتشف قيادة العمليات البحرية في لندن عملية إبحار الفرنسيين حتى 24 ديسمبر، ولم يبحر سربا السفن اللذان أعدهما البريطانيون لمطاردة السفن الفرنسية، بقيادة اللواء السير ريتشارد ستراشان واللواء السير جون بورلاز وارين، حتى يناير 1806، وكان الفرنسيون، بحلول ذلك الوقت، قد اختفوا في المحيط الأطلسي.
مع ذلك، حافظ سرب سفن بريطانية واحد على الاتصال بالفرنسيين، إذ وضعت قيادة القوات البحرية، بعد معركة طرف الغار في أكتوبر 1805، سربًا من السفن، تحت قيادة اللواء جون توماس داكويرث، قبالة مدينة قادس الساحلية، لمراقبة الأسطول الموحد. في شهر نوفمبر 1805، وصلت تقارير استخباراتية إلى داكويرث تتحدث عن توضع سرب من السفن الحربية الفرنسية قبالة جزر سافاج بين جزر ماديرا وجزر الكناري بهدف استهداف القوافل البريطانية. غادر هذا السرب، التابع للأدميرال زاكاري ألماند، في شهر يوليو 1805. غادر سرب السفن البريطانية بقيادة داكويرث قادس، تاركًا فرقاطتين فقط لمراقبة أسطول الفرنسيين في المرسى. بعد تجاوزه جزر سافاج والكناري، أكمل داكويرث طريقه نحو جزر الرأس الأخضر قبل أن يعترف بتمكن الفرنسيين من الفرار منه وتوجههم شمالًا مرة أخرى. كانت السفن التابعة للأدميرال زاكاري ألماند بعيدة عن القوات البريطانية باتجاه الشمال، فقرر، في 23 ديسمبر، العودة إلى فرنسا، دون وقوع أي اشتباكات مع السفن البريطانية.